# Pontifex maximus

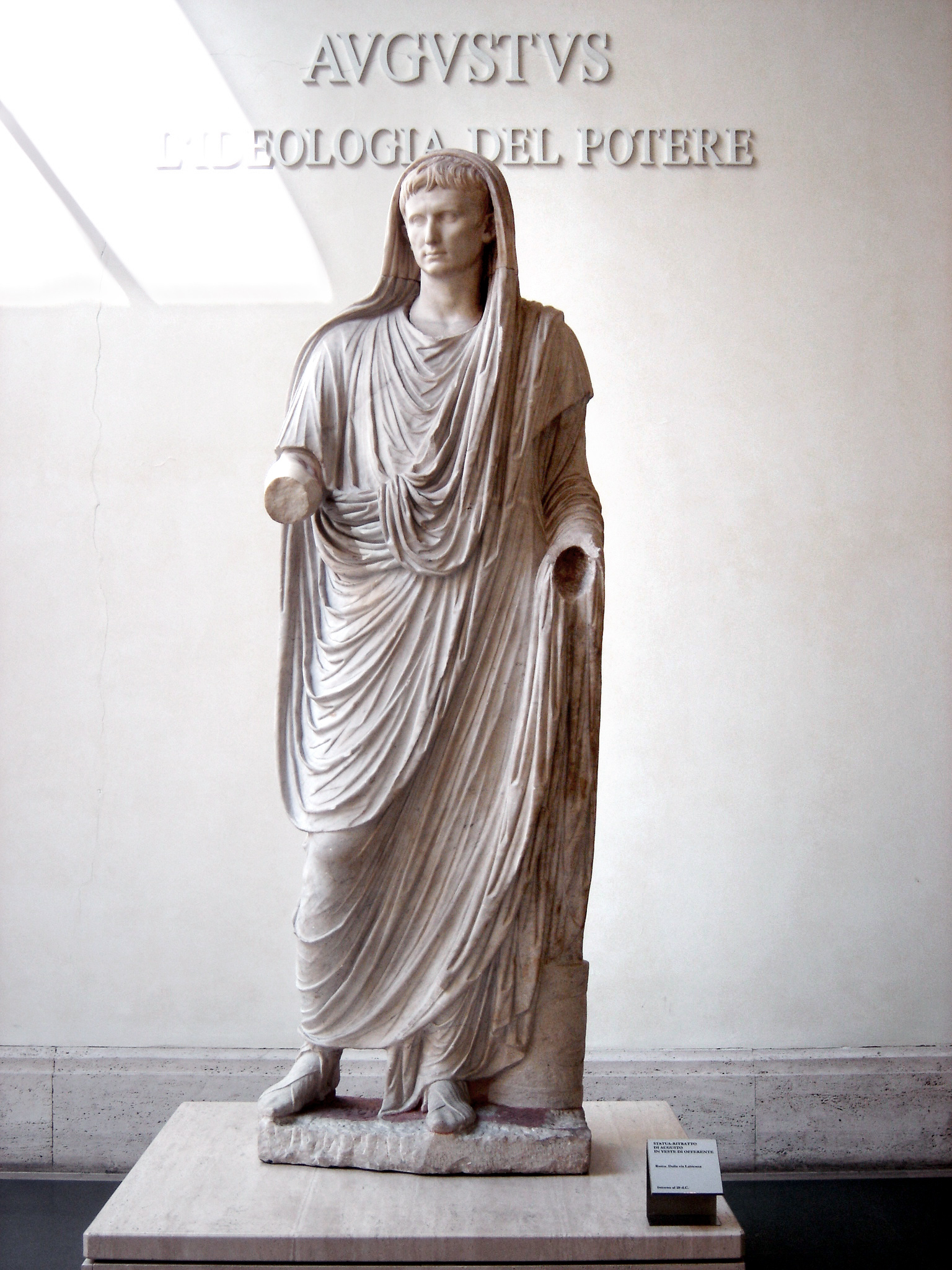
Keizer Augustus, gepresenteerd als pontifex maximus

De pontifex maximus (Latijn; hoogste priester) was de belangrijkste priester van de Romeinse godsdienst.

## Etymologie
Pontifex is waarschijnlijk de samentrekking van pons (= weg (over water), bijvoorbeeld brug, of planken over een moeras) + facio (= maken, etc.), in de betekenis van “bruggenbouwer” of "padvinder";; een andere vertaling is “wegbereider”. Maximus betekent 'grootste'.

## Oude Rome
De pontifex maximus stond aan het hoofd van de comitia curiata en de pontifices, uit wier midden hij ook gekozen werd. Zij bestuurden het Collegium Pontificum. De pontifex maximus stond eveneens boven de rex sacrorum, de Flaminii en de Vestaalse Maagden. Het ambt van pontifex maximus werd in het leven geroepen om de religieuze taken van de koning over te nemen nadat de Romeinen Tarquinius Superbus verbannen hadden.
Oorspronkelijk, tijdens de Romeinse Republiek (509 v.Chr. - 27 v.Chr.), was pontifex maximus de benaming voor de hoogste tempelrechter, de pontifex maximus stond als opperrechter boven de sacerdotes (priesters/rechters), die zich bezighielden met het sacraal recht (ius sacrum, ook wel vertaald door rechtspraak, de rechtspraak voor mensen die niet naar de civiele rechtbank konden gaan), met andere woorden: het recht over oorlog en vrede en de vrijheidsrechten.
Oorspronkelijk was de titel zeer prestigieus, maar toen in 300 v.Chr. de lex Ogulnia (Latijn; de wet van Ogulnius) werd aangenomen, konden ook plebejers naar het ambt dingen. Vanaf omstreeks dezelfde periode werd de pontifex maximus in de volksvergadering verkozen, en vanaf 100 v.Chr. gold dat ook voor de overige pontifices. Toen Octavianus in 27 v.Chr. de derde burgeroorlog beëindigd had en tien jaar later van de senaat de titel Augustus, de verhevene, kreeg, werd hij de eerste keizer van het Romeinse Rijk. Hij voerde ook in dat de keizer vanaf toen pontifex maximus was, waardoor hij ook de andere pontifices kon kiezen. Augustus' feitelijke voorganger (maar dan als dictator in plaats van keizer) Julius Caesar was in 63 v.Chr. ook tot pontifex maximus gekozen.

## Christendom
Sinds de Renaissance, toen de interesse in de Oudheid toenam, zijn verschillende munten geslagen en monumenten gemaakt waarbij "Pontifex Maximus" refereerde aan de Paus. Het is echter geen officiële titel, dat is summus pontifex of pontifex Romanus. De periode dat iemand paus is wordt zijn pontificaat genoemd.